# Mittelmeerspiele 2018/Leichtathletik
Die Leichtathletik-Wettbewerbe der Mittelmeerspiele 2018 fanden vom 27. bis zum 30. Juni 2018 im Campclar Athletics Stadium statt. Die Wettbewerbe waren in drei Abschnitte unterteilt: Laufwettbewerbe, Sprung- und Wurfwettbewerbe sowie Straßenrennen.

## Ergebnisse Männer

### 100 m
| Platz | Athlet                | Land | Zeit (s)    |
| ----- | --------------------- | ---- | ----------- |
| 1     | Jak Ali Harvey        | TUR  | 10,10 GR SB |
| 2     | Emre Zafer Barnes     | TUR  | 10,32       |
| 3     | Federico Cattaneo     | ITA  | 10,37       |
| 4     | Diogo Antunes         | POR  | 10,41       |
| 5     | José Pedro Lopes      | POR  | 10,43       |
| 6     | Ángel David Rodríguez | ESP  | 10,49       |
| 7     | Mahmoud Hammoudi      | ALG  | 10,61       |
|       | Ioannis Nyfandopoulos | GRE  | DSQ         |

### 200 m
| Platz | Athlet              | Land | Zeit (s) |
| ----- | ------------------- | ---- | -------- |
| 1     | Ramil Guliyev       | TUR  | 20,15 GR |
| 2     | Eseosa Desalu       | ITA  | 20,77    |
| 3     | Méba-Mickaël Zézé   | FRA  | 20,78    |
| 4     | Daniel Rodríguez    | ESP  | 20,79    |
| 5     | Davide Manenti      | ITA  | 20,96    |
| 6     | Panagiotis Trivyzas | GRE  | 21,06    |
| 7     | Paisios Dimitriadis | CYP  | 21,53    |
| 8     | David Lima          | POR  | 21,54    |

### 400 m
| Platz | Athlet             | Land | Zeit (s) |
| ----- | ------------------ | ---- | -------- |
| 1     | Davide Re          | ITA  | 45,26 GR |
| 2     | Lucas Búa          | ESP  | 45,91    |
| 3     | Mamoudou Hanne     | FRA  | 46,35 SB |
| 4     | Michele Tricca     | ITA  | 46,35 SB |
| 5     | Yavuz Can          | TUR  | 46,37    |
| 6     | Franko Burraj      | ALB  | 46,58    |
| 7     | Ricardo dos Santos | POR  | 46,64    |
| 8     | Darwin Echeverry   | ESP  | 46,89    |

### 800 m
| Platz | Athlet             | Land | Zeit (min) |
| ----- | ------------------ | ---- | ---------- |
| 1     | Álvaro de Arriba   | ESP  | 1:47,43    |
| 2     | Mostafa Smaili     | MAR  | 1:47,56    |
| 3     | Abedin Mujezinović | BIH  | 1:48,07    |
| 4     | Yassine Hethat     | ALG  | 1:48,21    |
| 5     | Daniel Andújar     | ESP  | 1:48,72    |
| 6     | Mohamed Belbachir  | ALG  | 1:49,41    |
| 7     | Giordano Benedetti | ITA  | 1:50,38    |
| 8     | Riadh Chninni      | TUN  | 1:50,51    |

### 1500 m
| Platz | Athlet            | Land | Zeit (min) |
| ----- | ----------------- | ---- | ---------- |
| 1     | Brahim Kaazouzi   | MAR  | 3:37,14    |
| 2     | Abdessalem Ayouni | TUN  | 3:37,35 PB |
| 3     | Fouad el-Kaam     | MAR  | 3:37,78    |
| 4     | Alexis Miellet    | FRA  | 3:38,04    |
| 5     | Mohad Abdikadar   | ITA  | 3:39,60    |
| 6     | Martin Casse      | FRA  | 3:39,75 SB |
| 7     | Jesús Gómez       | ESP  | 3:40,43    |
| 8     | Joao Bussotti     | ITA  | 3:42,34    |

### 5000 m
| Platz | Athlet                 | Land | Zeit (min)  |
| ----- | ---------------------- | ---- | ----------- |
| 1     | Younès Essalhi         | MAR  | 13:56,12    |
| 2     | Soufiane Bouqantar     | MAR  | 13:56,28    |
| 3     | Yemaneberhan Crippa    | ITA  | 13:56,53    |
| 4     | Antonio Abadía         | ESP  | 13:56,74    |
| 5     | Fernando Carro Morillo | ESP  | 13:57,26    |
| 6     | Lorenzo Dini           | ITA  | 13:59,25    |
| 7     | Markos Gourlias        | GRE  | 13:59,59 PB |
| 8     | Jimmy Gressier         | FRA  | 14:01,13    |

### Halbmarathon
| Platz | Athlet                  | Land | Zeit (h)   |
| ----- | ----------------------- | ---- | ---------- |
| 1     | Mohamed Reda el-Aaraby  | MAR  | 1:04:03 GR |
| 2     | Eyob Ghebrehiwet Faniel | ITA  | 1:04:07    |
| 3     | Kaan Kigen Özbilen      | TUR  | 1:04:19    |
| 4     | Daniele Meucci          | ITA  | 1:04:37    |
| 5     | Atef Saad               | TUN  | 1:04:54    |
| 6     | Yassine Rachik          | ITA  | 1:05:01    |
| 7     | Abdenasir Fathi         | MAR  | 1:05:12    |
| 8     | Javier Guerra           | ESP  | 1:05:19    |

### 110 m Hürden
| Platz | Athlet                  | Land | Zeit (s) |
| ----- | ----------------------- | ---- | -------- |
| 1     | Lorenzo Perini          | ITA  | 13,49 PB |
| 2     | Yidiel Contreras        | ESP  | 13,54    |
| 3     | Konstandinos Douvalidis | GRE  | 13,67    |
| 4     | Simon Krauss            | FRA  | 13,77 SB |
| 5     | Benjamin Sedecias       | FRA  | 13,86    |
| 6     | Hassane Fofana          | ITA  | 13,89    |
| 7     | Mohamed Koussi          | MAR  | 14,45    |
|       | Rami Gharsali           | TUN  | DNS      |

### 400 m Hürden
| Platz | Athlet                         | Land | Zeit (s)  |
| ----- | ------------------------------ | ---- | --------- |
| 1     | Ludvy Vaillant                 | FRA  | 48,76 GR  |
| 2     | Yasmani Copello                | TUR  | 48,76 =GR |
| 3     | Zied Azizi                     | TUN  | 49,13 NR  |
| 4     | Abdelmalik Lahoulou            | ALG  | 49,45 SB  |
| 5     | José Reynaldo Bencosme de Leon | ITA  | 49,58 SB  |
| 6     | Saber Boukemouche              | ALG  | 50,16     |
| 7     | Muhammad Kounta                | FRA  | 50,18 PB  |
| 8     | Mark Ujakpor                   | ESP  | 51,23     |

### 3000 m Hindernis
| Platz | Athlet               | Land | Zeit (min) |
| ----- | -------------------- | ---- | ---------- |
| 1     | Soufiane el-Bakkali  | MAR  | 8:20,97    |
| 2     | Amor Ben Yahia       | TUN  | 8:26,14    |
| 3     | Yohanes Chiappinelli | ITA  | 8:32,06    |
| 4     | Eric Peñalver        | ESP  | 8:33,95    |
| 5     | Abderraouf Boubaker  | TUN  | 8:35,66    |
| 6     | Osama Zoghlami       | ITA  | 8:36,28    |
| 7     | Hicham Bouchicha     | ALG  | 8:40,43    |
| 8     | Daniel Arce          | ESP  | 8:43,67    |

### 4 × 100 m Staffel
| Platz | Land         | Athleten                                                                           | Zeit (s) |
| ----- | ------------ | ---------------------------------------------------------------------------------- | -------- |
| 1     | Italien      | Federico Cattaneo Eseosa Desalu Davide Manenti Filippo Tortu                       | 38,49 GR |
| 2     | Türkei       | Emre Zafer Barnes Jak Ali Harvey Yiğitcan Hekimoğlu Ramil Guliyev                  | 38,50    |
| 3     | Portugal     | José Pedro Lopes Diogo Antunes Ancuiam Lopes Rafael Jorge                          | 39,28    |
| 4     | Spanien      | Javier Troyano Ángel David Rodríguez Daniel Rodríguez Arián Téllez                 | 39,52    |
| 5     | Griechenland | Efthymios Stergioulis Ioannis Nyfandopoulos Panagiotis Trivyzas Konstantinos Zikos | 39,72    |

### 4 × 400 m Staffel
| Platz | Land     | Athleten                                                              | Zeit (min) |
| ----- | -------- | --------------------------------------------------------------------- | ---------- |
| 1     | Italien  | Giuseppe Leonardi Michele Tricca Matteo Galvan Davide Re              | 3:03,54    |
| 2     | Spanien  | Lucas Búa David Jiménez Mark Ujakpor Darwin Echeverry                 | 3:04,71    |
| 3     | Algerien | Fethi Benchaa Saber Boukemouche Mohamed Belbachir Abdelmalik Lahoulou | 3:05,28    |
| 4     | Türkei   | Batuhan Altıntaş Yasmani Copello Sinan Ören Yavuz Can                 | 3:05,28    |

### Hochsprung
| Platz | Athlet                | Land | Höhe (m) |
| ----- | --------------------- | ---- | -------- |
| 1     | Majd Eddin Ghazal     | SYR  | 2,28     |
| 2     | Konstandinos Baniotis | GRE  | 2,23     |
| 3     | Marco Fassinotti      | ITA  | 2,23     |
| 4     | Vasilios Konstantinou | CYP  | 2,20     |
| 5     | Simón Siverio         | ESP  | 2,20     |
| 6     | Eugenio Rossi         | SMR  | 2,15     |
| 7     | Mickaël Hanany        | FRA  | 2,10     |
| 8     | Matteo Mosconi        | SMR  | 2,05     |

### Weitsprung
| Platz | Athlet                         | Land | Weite (m) |
| ----- | ------------------------------ | ---- | --------- |
| 1     | Yahya Berrabah                 | MAR  | 8,02      |
| 2     | Yasser Triki                   | ALG  | 8,01 SB   |
| 3     | Yann Randrianasolo             | FRA  | 7,90      |
| 4     | Izmir Smajlaj                  | ALB  | 7,85 SB   |
| 5     | Alper Kulaksız                 | TUR  | 7,79 SB   |
| 6     | Jean Marie Okutu               | ESP  | 7,78      |
| 7     | Kevin Ojiaku                   | ITA  | 7,76      |
| 8     | Michail Mertzanidis-Despoteris | GRE  | 7,73      |

### Kugelstoßen
| Platz | Athlet                | Land | Weite (m) |
| ----- | --------------------- | ---- | --------- |
| 1     | Hamza Alić            | BIH  | 20,43 SB  |
| 2     | Stipe Žunić           | CRO  | 20,21     |
| 3     | Mesud Pezer           | BIH  | 19,82     |
| 4     | Sebastiano Bianchetti | ITA  | 19,71 SB  |
| 5     | Osman Can Özdeveci    | TUR  | 19,58     |
| 6     | Filip Mihaljević      | CRO  | 19,56     |
| 7     | Francisco Belo        | POR  | 19,39 SB  |
| 8     | Carlos Tobalina       | ESP  | 19,28     |

### Diskuswurf
| Platz | Athlet               | Land | Weite (m) |
| ----- | -------------------- | ---- | --------- |
| 1     | Apostolos Parellis   | CYP  | 62,98     |
| 2     | Kristjan Čeh         | SLO  | 62,03 PB  |
| 3     | Hannes Kirchler      | ITA  | 60,64     |
| 4     | Giovanni Faloci      | ITA  | 60,16     |
| 5     | Lois Maikel Martínez | ESP  | 58,61     |
| 6     | Martin Marković      | CRO  | 58,18     |
| 7     | Georgios Tremos      | GRE  | 57,84     |
| 8     | Jordan Guehaseim     | GRE  | 56,95     |

### Speerwurf
| Platz | Athlet                | Land | Weite (m) |
| ----- | --------------------- | ---- | --------- |
| 1     | Nicolás Quijera       | ESP  | 75,13     |
| 2     | Roberto Bertolini     | ITA  | 74,81     |
| 3     | Dejan Mileusnić       | BIH  | 71,95     |
| 4     | Emin Öncel            | TUR  | 71,85     |
| 5     | Fatih Avan            | TUR  | 71,71     |
| 6     | Lukas Moutarde        | FRA  | 69,59     |
| 7     | Maged Mohser el-Badry | EGY  | 68,86     |
| 8     | Odei Jainaga          | ESP  | 63,51     |

## Ergebnisse Frauen

### 100 m
| Platz | Athletin                      | Land | Zeit (s) |
| ----- | ----------------------------- | ---- | -------- |
| 1     | Orlann Ombissa-Dzangue        | FRA  | 11,29    |
| 2     | Rafalia Spanoudaki-Chatziriga | GRE  | 11,53    |
| 3     | Anna Bongiorni                | ITA  | 11,53    |
| 4     | Olivia Fotopoulou             | CYP  | 11,59 SB |
| 5     | Stella Akakpo                 | FRA  | 11,61    |
| 6     | Cristina Lara                 | ESP  | 11,65    |
| 7     | María Isabel Pérez            | ESP  | 11,69    |
| 8     | Johanelis Herrera Abreu       | ITA  | 11,72    |

### 200 m
| Platz | Athletin                     | Land | Zeit (s) |
| ----- | ---------------------------- | ---- | -------- |
| 1     | Carolle Zahi                 | FRA  | 23,02 PB |
| 2     | Gloria Hooper                | ITA  | 23,09 SB |
| 3     | Estela García                | ESP  | 23,11 PB |
| 4     | Irene Siragusa               | ITA  | 23,11    |
| 5     | Paula Sevilla                | ESP  | 23,34 PB |
| 6     | Bassant Hemida               | EGY  | 23,47 NR |
| 7     | Estelle Raffai               | FRA  | 23,51    |
| 8     | Grigoria-Emmanouela Keramida | GRE  | 23,90 SB |

### 400 m
| Platz | Athletin                 | Land | Zeit (s) |
| ----- | ------------------------ | ---- | -------- |
| 1     | Eleni Artymata           | CYP  | 51,19 NR |
| 2     | Libania Grenot           | ITA  | 51,32    |
| 3     | Maria Benedicta Chigbolu | ITA  | 52,14    |
| 4     | Déborah Sananes          | FRA  | 52,26 SB |
| 5     | Cátia Azevedo            | POR  | 52,63    |
| 6     | Elea Mariama Diarra      | FRA  | 52,75    |
| 7     | Irini Vasiliou           | GRE  | 53,20    |
| 8     | Khadija Ouardi           | MAR  | DSQ      |

### 800 m
| Platz | Athletin                 | Land | Zeit (min) |
| ----- | ------------------------ | ---- | ---------- |
| 1     | Rababe Arafi             | MAR  | 2:01,01    |
| 2     | Malika Akkaoui           | MAR  | 2:01,50    |
| 3     | Cynthia Anaïs            | FRA  | 2:02,33    |
| 4     | Esther Guerrero          | ESP  | 2:03,35    |
| 5     | Yusneysi Santiusti       | ITA  | 2:04,24    |
| 6     | Leila Boufaarirane       | FRA  | 2:05,97    |
| 7     | Natalia Evangelidou      | CYP  | 2:06,28    |
| 8     | Konstantina Giannopoulou | GRE  | 2:12,72    |

### 1500 m
| Platz | Athletin                 | Land | Zeit (min) |
| ----- | ------------------------ | ---- | ---------- |
| 1     | Rababe Arafi             | MAR  | 4:12,83    |
| 2     | Malika Akkaoui           | MAR  | 4:13,31    |
| 3     | Marta Pérez              | ESP  | 4:15,66    |
| 4     | Solange Pereira          | ESP  | 4:15,97    |
| 5     | Meryem Akdağ             | TUR  | 4:19,04    |
| 6     | Élodie Normand           | FRA  | 4:19,05    |
| 7     | Amela Terzić             | SRB  | 4:19,13    |
| 8     | Ophélie Claude-Boxberger | FRA  | 4:19,49    |

### 5000 m
| Platz | Athletin              | Land | Zeit (min)  |
| ----- | --------------------- | ---- | ----------- |
| 1     | Kaoutar Farkoussi     | MAR  | 15:52,33 PB |
| 2     | Inês Monteiro         | POR  | 15:54,78 SB |
| 3     | Ana Lozano            | ESP  | 16:00,17    |
| 4     | Liv Westphal          | FRA  | 16:05,19    |
| 5     | Soukaina Atanane      | MAR  | 16:12,80    |
| 6     | Marie Bouchard        | FRA  | 16:24,08    |
| 7     | Anastasia Karakatsani | GRE  | 16:57,87 PB |
| 8     | Meropi Panagiotou     | CYP  | 17:05,56    |

### Halbmarathon
| Platz | Athletin              | Land | Zeit (h) |
| ----- | --------------------- | ---- | -------- |
| 1     | Sara Dossena          | ITA  | 1:13:48  |
| 2     | Marta Galimany        | ESP  | 1:15:16  |
| 3     | Elena Loyo            | ESP  | 1:16:20  |
| 4     | Elvan Abeylegesse     | TUR  | 1:18:47  |
| 5     | Chirine Njeim         | LBN  | 1:19:08  |
| 6     | Fadouwa Ledhem        | FRA  | 1:19:53  |
| 7     | Tubay Erdal           | TUR  | 1:20:58  |
| 8     | Eleftheria Petroulaki | GRE  | 1:21:59  |

### 100 m Hürden
| Platz | Athletin           | Land | Zeit (s) |
| ----- | ------------------ | ---- | -------- |
| 1     | Andrea Ivančević   | CRO  | 13,19 SB |
| 2     | Luminosa Bogliolo  | ITA  | 13,30    |
| 2     | Elisavet Pesiridou | GRE  | 13,30    |
| 4     | Ivana Lončarek     | GRE  | 13,40    |
| 5     | Caridad Jerez      | ESP  | 13,40    |
| 6     | Fanny Quenot       | FRA  | 13,52    |
| 7     | Natalia Christofi  | CYP  | 13,63    |
| 8     | Laura Valette      | FRA  | 13,94    |

### 400 m Hürden
| Platz | Athletin            | Land | Zeit (s) |
| ----- | ------------------- | ---- | -------- |
| 1     | Yadisleidy Pedroso  | ITA  | 55,40 SB |
| 2     | Ayomide Folorunso   | ITA  | 55,44    |
| 3     | Aurélie Chaboudez   | FRA  | 56,77 SB |
| 4     | Elif Gören          | TUR  | 57,66    |
| 5     | Andreia Crespo      | POR  | 58,31 SB |
| 6     | Anaïs Lufutucu      | FRA  | 58,41    |
| 7     | Effrosyni Theodorou | GRE  | 59,02 SB |
| 8     | Elpida Toka         | GRE  | 59,28 SB |

### 3000 m Hindernis
| Platz | Athletin                | Land | Zeit (min) |
| ----- | ----------------------- | ---- | ---------- |
| 1     | Luiza Gega              | ALB  | 9:27,73    |
| 2     | Habiba Ghribi           | TUN  | 9:34,62    |
| 3     | Maruša Mišmaš           | SLO  | 9:35,57 SB |
| 4     | Irene Sánchez-Escribano | ESP  | 9:37,86 PB |
| 5     | Özlem Kaya              | TUR  | 9:39,43 SB |
| 6     | Fadwa Sidi Madane       | MAR  | 9:46,67    |
| 7     | Rima Chenah             | ALG  | 9:53,24    |
| 8     | Francesca Bertoni       | ITA  | 9:56,21 SB |

### 4 × 100 m Staffel
| Platz | Land         | Athletinnen                                                                    | Zeit (s) |
| ----- | ------------ | ------------------------------------------------------------------------------ | -------- |
| 1     | Frankreich   | Orlann Ombissa-Dzangue Jennifer Galais Estelle Raffai Carolle Zahi             | 43,29    |
| 2     | Spanien      | María Isabel Pérez Estela García Paula Sevilla Cristina Lara                   | 43,31 NR |
| 3     | Italien      | Gloria Hooper Irene Siragusa Anna Bongiorni Johanelis Herrera Abreu            | 43,63    |
| 4     | Zypern       | Dimitra Kyriakidou Olivia Fotopoulou Filippa Fotopoulou Eleni Artymata         | 44,72    |
| 5     | Griechenland | Kiriaki Samani Grigoria Keramida Rafalia Spanoudaki-Chatziriga Ekaterini Sarri | 45,11    |

### 4 × 400 m Staffel
| Platz | Land       | Athletinnen                                                               | Zeit (min) |
| ----- | ---------- | ------------------------------------------------------------------------- | ---------- |
| 1     | Italien    | Maria Benedicta Chigbolu Ayomide Folorunso Raphaela Lukudo Libania Grenot | 3:28,08 GR |
| 2     | Frankreich | Amandine Brossier Agnès Raharolahy Cynthia Anaïs Elea Mariama Diarra      | 3:29,76    |
| 3     | Spanien    | Laura Bueno Herminia Parra Carmen Sánchez Aauri Bokesa                    | 3:31,54    |
| 4     | Marokko    | Assia Raziki Malika Akkaoui Khadija Ouardi Rababe Arafi                   | 3:33,91    |
| 5     | Portugal   | Andreia Crespo Cátia Azevedo Filipa Martins Rivinilda Mentai              | 3:34,21    |
|       | Zypern     |                                                                           | DNS        |

### Stabhochsprung
| Platz | Athletin               | Land | Höche (m) |
| ----- | ---------------------- | ---- | --------- |
| 1     | Ninon Guillon-Romarin  | FRA  | 4,46      |
| 2     | Tina Šutej             | SLO  | 4,41      |
| 3     | Nikoleta Kyriakopoulou | GRE  | 4,31      |
| 4     | Mónica Clemente        | ESP  | 4,21      |
| 5     | Buse Arıkazan          | TUR  | 4,21      |
| 6     | Dorra Mahfoudhi        | TUN  | 4,11      |
| 7     | Marta Onofre           | POR  | 4,11      |
| 7     | Maria Leonor Tavares   | POR  | 4,11      |

### Weitsprung
| Platz | Athletin        | Land | Weite (m) |
| ----- | --------------- | ---- | --------- |
| 1     | Ivana Španović  | SRB  | 7,04 w GR |
| 2     | Juliet Itoya    | ESP  | 6,83 w    |
| 3     | Fátima Diame    | ESP  | 6,68 PB   |
| 4     | Nektaria Panagi | CYP  | 6,61      |
| 5     | Evelise Veiga   | POR  | 6,51      |
| 6     | Laura Strati    | ITA  | 6,51      |
| 7     | Karin Melis Mey | TUR  | 6,44      |
| 8     | Chaido Alexouli | GRE  | 6,39      |

### Dreisprung
| Platz | Athletin               | Land | Weite (m) |
| ----- | ---------------------- | ---- | --------- |
| 1     | Yanis David            | FRA  | 14,15 PB  |
| 2     | Ottavia Cestonaro      | ITA  | 14,05 PB  |
| 3     | Fátima Diame           | ESP  | 13,92     |
| 4     | Patricia Sarrapio      | ESP  | 13,85     |
| 5     | Susana Costa           | POR  | 13,81 SB  |
| 6     | Patrícia Mamona        | POR  | 13,79 SB  |
| 7     | Marie-Josée Ebwea Bile | FRA  | 13,49     |
| 8     | Dariya Derkach         | ITA  | 13,39     |

### Diskuswurf
| Platz | Athletin                  | Land | Weite (m) |
| ----- | ------------------------- | ---- | --------- |
| 1     | Sandra Perković           | CRO  | 66,46 GR  |
| 2     | Liliana Cá                | POR  | 60,05     |
| 3     | Chrysoula Anagnostopoulou | GRE  | 58,85     |
| 4     | Irina Rodrigues           | POR  | 57,71     |
| 5     | Sabina Asenjo             | ESP  | 57,41 SB  |
| 6     | Valentina Aniballi        | ITA  | 57,15     |
| 7     | Veronika Domjan           | SLO  | 56,26     |
| 8     | Kristina Rakočević        | MNE  | 56,20 SB  |

### Hammerwurf
| Platz | Athletin             | Land | Weite (m) |
| ----- | -------------------- | ---- | --------- |
| 1     | Alexandra Tavernier  | FRA  | 73,67 GR  |
| 2     | Kıvılcım Kaya        | TUR  | 71,07     |
| 3     | Camille Sainte-Luce  | FRA  | 69,60     |
| 4     | Berta Castells       | ESP  | 67,53     |
| 5     | Laura Redondo        | ESP  | 63,89     |
| 6     | Tuğçe Şahutoğlu      | TUR  | 63,58     |
| 7     | Soukaina Zakkour     | MAR  | 60,78     |
| 8     | Ekaterini Vamvoukaki | GRE  | 60,62     |